# Stenoxia unifacta
Stenoxia unifacta là một loài bướm đêm trong họ Noctuidae.